# نوستوپوو
نوستوپوو (به چکی: Neustupov) یک منطقهٔ مسکونی در جمهوری چک است که در ناحیه بنشوو واقع شده‌است.